# Luis Valdez (director de cine)
Luis Miguel Valdez (Delano, California, 26 de junio de 1940), más conocido como Luis Valdez, es un director de cine, dramaturgo, guionista, actor y escritor estadounidense. Considerado como el padre del teatro chicano en Estados Unidos, sobre todo a raíz de fundar El Teatro Campesino, Valdez también destaca por haber dirigido las películas Zoot Suit (1981) y La Bamba (1987). Siendo pionero del Movimiento chicano, Valdez extendió en plena década de 1960 el ámbito del teatro y las artes escénicas de la comunidad chicana.

## Biografía

### Primeros años
Valdez nació en la ciudad californiana de Delano, de padres campesinos inmigrantes de México, Armeda y Francisco Valdez. Así, Luis Valdez fue el segundo de 10 hijos en su familia y comenzó a trabajar en los campos a la edad de 6 años. Uno de sus hermanos es el actor Daniel Valdez. A lo largo de su infancia, toda la familia condicionó su vida entre cosecha y cosecha alrededor de los valles centrales de California. Debido a esta existencia peripatética, estudió en muchas escuelas diferentes antes de que la familia finalmente se estableciera en San José, California.

### Educación
Valdez empezó a ir a la escuela en Stratford, California. Se interesó en el teatro desde el primer grado. Durante la primaria, Valdez organizó obras en la escuela y espectáculos de marionetas en su garaje, los cuales recuerda que eran sobre cuentos de hadas. En el instituto, Valdez formó parte del departamento de Discurso y Drama y actuó en varias obras. Se describía a sí mismo como "un estudiante muy serio".[cita requerida] Valdez se graduó de la escuela secundaria James Lick en San José y luego asistió a la Universidad Estatal de San José (SJSU) con una beca para Matemáticas y Física. Durante su segundo año de universidad, cambió de especialidad para cursar una licenciatura de Inglés. Mientras estudiaba en la universidad, Valdez ganó en 1961 un concurso de dramaturgia con su obra de un único acto The Theft. Dos años después, la primera obra de teatro de Valdez, The Shrunken Head of Pancho Villa, fue producida por el departamento de Drama y se estrenó en la propia SJSU.

### Inicio de su carrera: El Teatro Campesino
Después de graduarse, Valdez pasó los siguientes meses con la compañía San Francisco Mime Troupe, donde fue introducido al teatro de propagandas izquierdistas bajo el influjo de la agitprop y de la commedia dell'arte. Estas dos técnicas tuvieron una gran relevancia en la estructura básica que Valdez desarrolló en el teatro chicano mediante la presentación de un solo acto.
En 1965, Valdez regresó a Delano y se unió a la lucha dirigida por César Chávez para organizar un extenso sindicato de campesinos al amparo de la National Farm Workers Association (NFWA). Valdez unió así a campesinos y estudiantes para formar El Teatro Campesino, una compañía ideada para los miembros de la organización sindical Unión de Campesinos (United Farm Workers, o UFW). El teatro fue conocido por sus giras en los campamentos de migrantes con sus presentaciones de un solo acto, las cuales usualmente duraban unos 15 minutos. Las obras fueron usadas para informar y educar no solo a los campesinos, sino también al público en general.
Valdez creía que el humor era la mayor ventaja de sus obras, ya que era un modo de levantar el ánimo de los huelguistas. El comentario social y político se entrelazaba con el humor para cumplir las metas del Teatro Campesino. Las obras originales del Teatro Campesino fueron basadas en las experiencias de los trabajadores del campo, pero en 1967 los temas se ampliaron para incluir otros aspectos de la cultura chicana; por ejemplo, Los vendidos (1967) trata de los estereotipos chicanos. Aunque Valdez dejó la Unión de Campesinos en 1967, su legado ha sobrevivido con obras como No saco nada de la escuela (1969). Gracias en gran parte a Valdez y El Teatro Campesino, en los años 70 hubo una explosión de teatro chicano. Grupos temáticos surgieron con extraordinaria rapidez en las universidades y comunidades por todo Estados Unidos. Lo que empezó como un teatro de trabajadores campesinos en los campamentos de migrantes se convirtió en una riada del Movimiento chicano.

## Filmografía
Dirección
- The Cisco Kid (1994), largometraje.
- La pastorela (1991), episodio de Grandes Actuaciones (1971–Act.).
- Fort Figueroa (1988), episodio de CBS Summer Playhouse (1987–1989).
- Corridos! Tales of Passion and Revolution (1987), largometraje.
- La Bamba (1987), largometraje.[9]
- Zoot Suit (1981), largometraje.[10]
- El corrido: Ballad of a Farmworker (1976), largometraje.
- El Corrido (1976), episodio de Visions (1976–1980).
- I Am Joaquin (1969), cortometraje documental.

Actuación
- Coco (2017) – Tío Berto / Don Hidalgo (voz).[11]
- Cruz Reynoso: Sowing the Seeds of Justice (2010) – Narrador (voz).
- Ballad of a Soldier (2000) – Padre.
- The Cisco Kid (1994) – Presidente Benito Juárez.
- Los mineros (1991) – Narrador (voz).
- Crossing Borders: The Journey of Carlos Fuentes (1989) – Narrador (voz).
- Which Way Is Up? (1977) – Ramón Juárez.
- El Corrido (1976), episodio de Visions (1976–1980) – Anciano.
- Fighting for Our Lives (1975) – Narrador (voz).
- Los Vendidos (1972) – Puesta en escena.
- I Am Joaquin (1969) – Narrador (voz).

Guion
- The Cisco Kid (1994), largometraje.
- La pastorela (1991), episodio de Grandes Actuaciones (1971–Act.).
- Corridos! Tales of Passion and Revolution (1987), largometraje.
- La Bamba (1987), largometraje.
- Zoot Suit (1981), largometraje.
- El Corrido (1976), episodio de Visions (1976–1980).
- Fighting for Our Lives (1975), largometraje documental.
- Los Vendidos (1972), adaptación a televisión por KNBC.[12]

## Premios y nominaciones
- 1982: Nominación a la Mejor película de comedia o musical en los Globos de Oro para Zoot Suit.[13]
- 1982: Premio a la Mejor película en el Festival Internacional de Cine de Cartagena de Indias para Zoot Suit.[14]
- 1987: Premio Peabody a la excelencia en televisión para Corridos! Tales of Passion and Revolution (PBS).[15]
- 1988: Nominación a la Mejor película dramática en los Globos de Oro para La Bamba.[16]
- 1989: Doctor honoris causa por el Instituto de las Artes de California.[17]
- 1990: Governor's Award del Consejo de Artes de California.[cita requerida]
- 1992: Hispanic Heritage Award en Literatura.[18]
- 1994: Orden del Águila Azteca.[cita requerida]
- 2007: United States Artists Awards - USA Fellowship.[19]
- 2015: Medalla Nacional de las Artes de los Estados Unidos.[20]